# Operació Vigorós
L'operació Vigorós (en anglès: Operation Vigorous; i coneguda a Itàlia com a Battaglia di mezzo giugno 1942, "la batalla de mitjans de juny de 1942") va ser una operació britànica durant la Segona Guerra Mundial, per escortar el comboi de subministrament MW 11 des de la Mediterrània oriental fins a Malta, que va tenir lloc de l'11 al 16 de juny de 1942. Vigorós va formar part de l'operació Julius, una operació simultània amb  l'Arpó des de Gibraltar i altres operacions de suport. El sub-comboi MW 11c va sortir de Port Said (Egipte) l'11 de juny per temptar la flota de batalla italiana a navegar aviat, consumir combustible i estar exposada a atacs aeris i submarins. El comboi MW 11a i el comboi MW 11b van salpar l'endemà des de Haifa, Port Said i Alexandria; un vaixell va ser enviat de tornada a causa de defectes. Els avions italians i alemanys van atacar el convoi MW 11c el 12 de juny i un vaixell avariat va ser desviat cap a Tobruk, just a l'est de Gazala. Els vaixells mercants i les escortes es van trobar el 13 de juny. Els plans britànics van ser revelats sense voler a l'Eix per l'agregat militar nord-americà a Egipte, el coronel Bonner Fellers, que va informar a Washington, DC en missatges sense fil codificats en "Negre"; més tard es va descobrir que el Codi Negre havia estat trencat pel Servizio Informazioni Militare (intel·ligència militar italiana).
El comboi i les escortes van navegar per "Bomb Alley" entre Creta i Cirenaica sota l'atac de bombarders de l'Eix, bombarders en picada, torpediners, E-boats i submarins i després van ser amenaçats per la navegació d'una flota de batalla italiana des de Tàrent. Els britànics confiaven en avions i submarins per repel·lir la flota italiana en absència de cuirassats i portaavions, però només es va enfonsar un creuer pesant. Quan els cuirassats italians es trobaven a 150 milles nàutiques (170 milles; 280 km), el comboi i les escortes britànics van rebre l'ordre de tornar enrere i esperar que els italians patissin pèrdues per torpediners, bombarders i submarins, però es van infligir poc més danys i després de diversos girs més cap i lluny de Malta, el comboi i les escortes van tornar a Alexandria. La batalla de Gazala (26 de maig - 21 de juny) s'estava lluitant a Líbia durant l'operació Julius i, a partir del 14 de juny, la derrota britànica va obligar el Vuitè Exèrcit a retirar-se cap a l'est, perdent terrenys d'aterratge des dels quals els avions podien proporcionar cobertura aèria per al comboi MW 11.
L'operació Julius i la filial Operació Vigorós van ser fracassos; només dos vaixells mercants de l'operació Arpó, el comboi simultània de Gibraltar, van arribar a Malta per lliurar subministraments. En absència de cobertura aèria i la supressió de la potència aèria de l'Eix que revestia les rutes cap a Malta, el Mediterrani central havia estat tancat als vaixells britànics. Malta no es va poder reviure com a base ofensiva i per proporcionar una mica de combustible d'aviació als caces defensors, els britànics van recórrer a l'expedient de fer arribar subministraments a través del bloqueig amb submarí. No es van intentar més combois des de la Mediterrània oriental fins que el Vuitè Exèrcit va conquerir Líbia. Durant el juliol es van lliurar més Spitfires a Malta i les pèrdues creixents van obligar la Luftwaffe i la Regia Aeronautica a reduir el ritme de les operacions. Es va fer un retorn limitat a les operacions ofensives contra els combois de l'Eix a Líbia i l'operació Pedestal a l'agost va lliurar quatre vaixells mercants i un petrolier des de Gibraltar, que va reviure encara més Malta com a base ofensiva, malgrat la pèrdua de la major part del comboi i de molts vaixells navals.

## Fons

### Malta

#### Setge, 1942
Els bombardeigs de l'Eix van destrossar els molls, vaixells, avions i aeròdroms a finals d'abril de 1942 i després el bombardeig es va canviar a objectius previs a la invasió: campaments, barracons, magatzems i cruïlles de carreteres. Després del 18 d'abril, els bombardejos alemanys es van aturar de sobte i els bombarders italians se'n van fer càrrec, bombardejant regularment amb petites formacions d'avions. Durant el mes, els avions de l'Eix van fer més de 9.500 sortides contra 388 britàniques, de les quals totes llevat de 30 van ser sortides de caces. Els britànics havien perdut 50 avions, 20 abatuts en combat contra 37 pèrdues de l'Eix durant el llançament de 6.700 tones llargues (6.800 t) de bombes, tres vegades la xifra de març, 3.000 tones llargues (3.000 t) als molls, 2.600 tones llargues (2.600 t) als aeròdroms. El bombardeig va enderrocar o danyar 11.450 edificis, 300 civils van morir i 350 van resultar greument ferits; existien bons refugis, però algunes baixes van ser causades per bombes d'acció retardada. Les racions de carn, greixos i sucre es van retallar més i el 5 de maig, la ració de pa es va reduir a 10,5 oz (300 g) per dia, suficient per durar fins a finals de juliol; les racions de pasta ja s'havien aturat i hi havia hagut una mala collita de patata d'hivern.
Tres destructors, tres submarins, tres dragamines, cinc remolcadors, un transportador d'aigua i una grua flotant van ser enfonsats al port i més vaixells danyats. L'illa va continuar funcionant com a punt de partida, però la campanya de bombardeig de l'Eix va neutralitzar Malta com a base ofensiva. Dos vaixells de la 10a Flotilla de Submarins havien estat enfonsats, dos van resultar danyats al port i el 26 d'abril la flotilla va ser retirada per l'explotació de petites embarcacions ràpides, que eren indetectables pel radar i inaudibles durant el bombardeig; els dragamines supervivents estaven massa reduïts en nombre per netejar les aproximacions. Quedaven tres avions de reconeixement i només es van fer 22 sortides de bombarders, onze més per avions de la FAA durant el mes i a principis de juny només quedaven dos Fairey Albacores i dos Fairey Swordfish.

#### Operacions ofensives
Des de desembre de 1941, els bombardejos de la Luftwaffe havien neutralitzat Malta, els desxifrats britànics de missatges xifrats de C 38m italians van mostrar més navegacions i menys pèrdues i el 23 de febrer de 1942, un "comboi de cuirassats" italià va arribar a Trípoli. A finals de febrer, 11 vaixells havien creuat sense escorta i un apagament d'intel·ligència provocat per un canvi a la màquina C 38m a principis de març va fer poca diferència per als britànics per manca de mitjans. Després que els britànics tornessin a trencar el C 38m, al maig s'havien fet 26 viatges de subministrament de l'Eix, només nou van ser detectats pel reconeixement aeri. El 14 d'abril, cinc avions de Malta van ser abatuts i es va perdre el submarí HMS Upholder. El 10 de març, el creuer HMS Naiad va ser enfonsat per un submarí i el 10 de maig, tres dels quatre destructors van ser enfonsats per la Luftwaffe . Al febrer i març, les pèrdues de l'Eix van ser del 9 per cent dels subministraments, les enviades a l'abril menys de l'un per cent i les pèrdues de maig van ser del 7 per cent.
L'Eix va poder reforçar el nord d'Àfrica prou perquè Rommel intentés atacar abans que els britànics. A finals d'abril, els caps d'estat major britànics van dictaminar que no hi hauria cap comboi a Malta al maig, perquè s'esperava que la flota italiana navegués i el comboi necessitaria cobertura de cuirassats i portaavions, que no estaven disponibles. Una operació per fer volar Spitfires a Malta va tenir èxit i la munició antiaèria s'havia de subministrar mitjançant un dragamines ràpid, amb la qual Malta hauria de resistir fins a mitjans de juny, quan la situació al desert occidental podria ser més clara. Si Martuba o Bengasi a la Cirenaica fossin capturades pel Vuitè Exèrcit, un comboi cap a l'oest des d'Alexandria podria sobreviure sense cobertura dels cuirassats i portaavions. També se sabria si els avions de la Luftwaffe s'havien desviat cap al front rus i si la crisi a l'oceà Índic s'havia reduït, suficient perquè els vaixells escortessin un comboi ràpid des d'Alexandria.

#### Unternehmen Herkules
L'operació Hèrcules (Operazione C3) va ser un pla de l'Eix per envair Malta i durant el 1942, el reforç de la Luftwaffe a Sicília i la campanya de bombardeig contra l'illa van fer especular que era el preludi de la invasió. Les recollides de presoners de guerra i de fonts diplomàtiques van provocar una certa aprehensió sobre el significat dels moviments de tropes al sud d'Itàlia. L'absència d'evidència de la intel·ligència de senyals i el reconeixement aeri va portar a la conclusió que una invasió no era imminent, però la necessitat de protegir la font d'informació va fer que això no fos revelat pels britànics. Que s'estaven fent els preparatius es va revelar el 7 de febrer mitjançant el desxifrat dels missatges Enigma de la Luftwaffe, però el 23 de març l'ensurt es va apagar i s'esperaven més bombardeigs. El 31 de març, el progrés de la campanya de bombardeig de l'Eix va portar a predir que l'intent es faria a l'abril, però aviat es va descomptar perquè, tot i que l'ofensiva de bombardeig va passar de 750 tones llargues (760 t) al febrer, a 2.000 tones llargues (2.000 t) al març, 5.500 tones llargues (2.000 t) al març, 5.500 tones llargues es va mostrar a l'abril. encara hi ha 425 avions de la Luftwaffe a Sicília, no els 650 avions inicialment previstos, perquè els avions van ser detinguts a Rússia per l'ofensiva d'hivern soviètica i el 26 d'abril, Enigma va revelar que el Fliegerkorps II estava sent retirat. El 2 de maig, un grup de bombarders de la Luftwaffe i un grup de caces s'havien retirat amb més per seguir, la qual cosa explicava la calma. Hitler es va mostrar tebi sobre l'operació, en cas que l'armada italiana deixés a terra les forces aerotransportades alemanyes, però la captura de Tobruk a mitjans de juny fes semblar que la invasió era innecessària. Hitler i Mussolini van acordar que el Panzerarmee Afrika perseguia els britànics a Egipte durant la resta de juny i fins al juliol, la qual cosa significava cancel·lar Hèrcules.

### Campanya del desert occidental

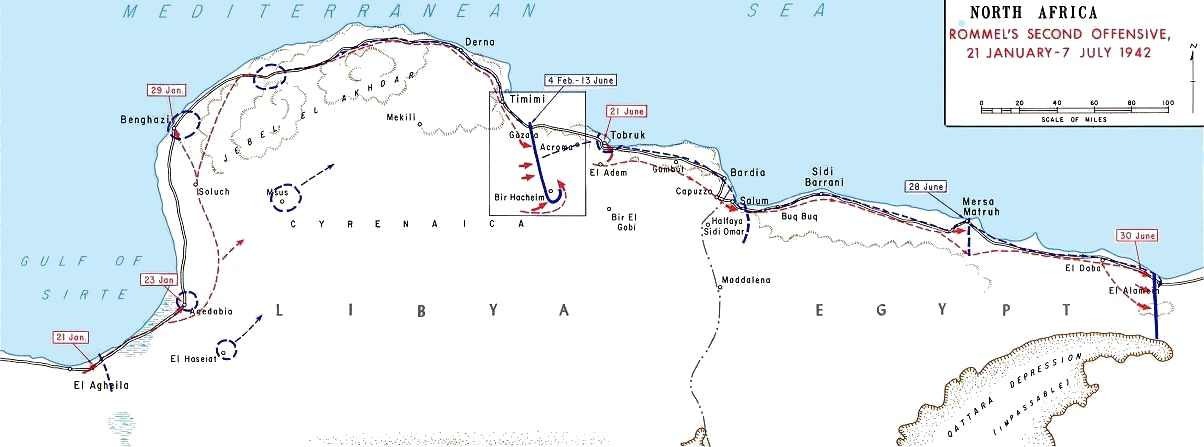
Curs de la guerra del desert, que mostra la pèrdua britànica dels aeròdroms libis i egipcis després de la batalla de Gazala

Després de l'èxit de l'Operació Croat (18 de novembre - 30 de desembre de 1941), el Vuitè Exèrcit va avançar 500 milles (800 km) a l'oest fins a El Agheila a Líbia, capturant aeròdroms i zones d'aterratge útils per a la cobertura aèria dels combois de Malta. Els britànics van valorar malament la velocitat del reforç de l'Eix i esperaven atacar molt abans que l'Eix, però el Panzerarmee Afrika es va avançar al Vuitè Exèrcit iniciant una ofensiva el 21 de gener de 1942. El 6 de febrer, els britànics havien estat derrotats, obligats a retirar-se fins a l'est del Jebel Akhdar de tornada a la línia de Gazala, on havia començat la setmana de la seva retirada a l'oest de Tobruk, on el Panzerarmee havia començat la seva retirada set setmanes abans. A la batalla de Gazala (26 de maig - 21 de juny), el Panzerarmee Afrika va atacar primer de nou, però va semblar a prop de la derrota fins a l'11 de juny. L'operació Julius va començar el mateix dia que va esclatar l'Afrika Korps i el 14 de juny va obligar els britànics a retirar-se cap a Tobruk. Aleshores, les forces de l'Eix van perseguir els britànics a Egipte i la Força Aèria del Desert va perdre els terrenys d'aterratge libi des dels quals cobrir els combois de Malta.

## Preludi

### Operació Juli

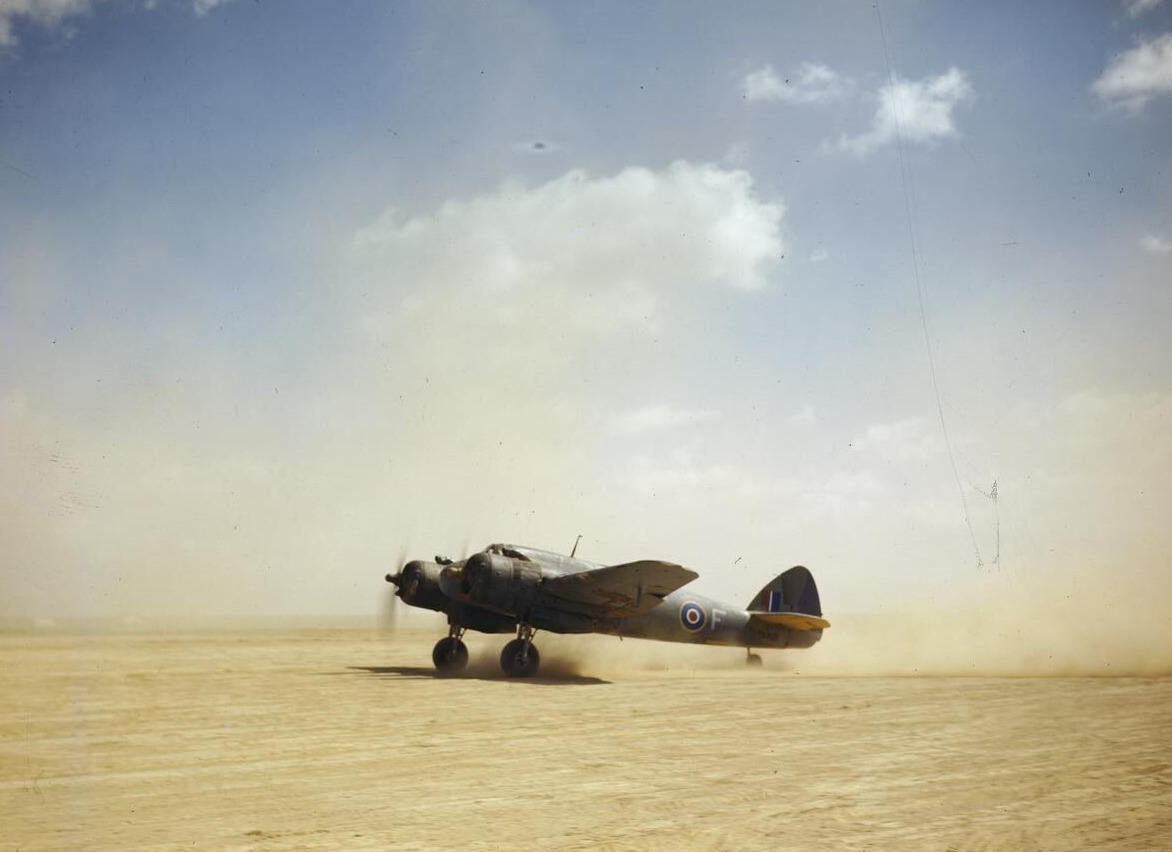
Bristol Beaufighter Mk 1, 252 esquadró; Nord d'Àfrica

Dues setmanes abans dels combois, el transportista HMS Eagle va començar a operar per lliurar 63 Spitfires a Malta, la qual cosa va augmentar el nombre a 95 caces en servei. Les operacions aèries dels dos combois van començar el 24 de maig, quan els bombarders Vickers Wellington de l'esquadró 104 des de Malta, van començar a bombardejar els aeròdroms i els ports de Sicília i el sud d'Itàlia. L'11 de juny, els Wellington van ser retirats per acollir sis torpediners Wellington de l'esquadró 38è, els torpediners Bristol Beaufort del 217è equadró i els avions de reconeixement Martin Baltimore de l'esquadró 69. Els avions de Gibraltar, Malta i Egipte també van començar els vols de reconeixement l'11 de juny, a la recerca de la flota italiana.
Dotze Beauforts del 39è Esquadró estaven basats a Bir Amud a Egipte, prop de la frontera líbia, també es van posar a disposició cinc bombarders B-24 Liberator del 160è esquadró i uns 24 avions del Destacament Halverson de les Forces Aèries de l'Exèrcit dels Estats Units (USAAF) a RAF Fayid. Els caces de curt abast amb seu a Palestina, Egipte, Cirenaica i Malta, havien de proporcionar cobertura aèria al principi i, a mesura que el comboi es va moure fora del rang, la protecció seria assumida pels Curtiss Kittyhawks de l'esquadró 250 equipat amb tancs de combustible de llarg abast, els Bristol Beaufighters de l'esquadró 252 i l'esquadró 272 i Beaufighter de bombardeig nocturn del 227è esquadró. La cobertura aèria de Cirenaica no es podia solapar amb la cobertura de Malta deixant un buit, però els Wellington del Grup 205 i els bombarders lleugers de la Força Aèria del Desert atacarien els aeròdroms de l'Eix al nord d'Àfrica. El Grup 201 costaner oferiria sortides de reconeixement i antisubmarins i un petit grup de sabotatge havia d'aterrar a Creta per atacar els avions de l'Eix a terra.

#### Operació Vigorós
Vigorós es va planificar com una operació conjunta de la Royal Navy i la RAF, que es duria a terme des de la seu del Grup de Cooperació Naval 201 per l'almirall Henry Harwood i el mariscal de l'aire Arthur Tedder, amb el contraalmirall Philip Vian al comandament del comboi i les escortes (Força A). El 22 de març de 1942, a l'operació MG 1 protegint Conway MW 10 a Malta, s'havia lliurat la Segona Batalla de Sirte entre la flota italiana i les escortes britàniques. Les escortes britàniques havien retingut la flota italiana durant 2 hores i mitja però en els dies més llargs de juny, es dubtava que la gesta es pogués repetir. Si una força italiana més gran atacava el comboi, Vian havia de protegir el comboi amb fum i els escortes havien de rebutjar els atacants amb torpedes i tractar d'infligir baixes primerenques amb trets contra dos dels vaixells italians. L'èxit del comboi dependria que la flota italiana fos danyada per l'atac aeri i submarí abans que pogués apropar-se als vaixells, més que no pas de l'acció a la superfície perquè els cuirassatsHMS Queen Elizabeth i Valiant encara estaven fora d'acció.
Es va considerar portar el cuirassat HMS Warspite i diversos portaavions de la Flota Oriental per reforçar la Flota de la Mediterrània, però el perill d'atac aeri era tan gran que es va rebutjar. La força del comboi i d'escorta va ser més gran que l'esforç del març, amb la Força A, el creuer de classe Dido HMS Cleopatra com a vaixell insígnia i els creuers HMS Dido, HMS Euryalus del 15è Esquadró de creuers i HMS Hermione de la Flota Oriental, van proporcionar a l'escorta del comboi quatre creuers lleugers armats amb canons de 5,25 polzades i el creuer antiaeri HMS Coventry. La Flota Oriental va enviar els creuers creuers de classe Town de 6 polzades HMS Newcastle, HMS Birmingham i HMS Arethusa del 4t Esquadró de Creuers. L'operació havia de comptar amb 26 destructors, deu de la Flota Oriental, quatre corbetes, dos dragamines per netejar les aproximacions de Malta, quatre torpedineres a motor (MTB) i dos vaixells de rescat. L'antic cuirassat HMS Centurion, que havia estat desarmat entre les guerres i utilitzat per a l'entrenament, estava equipat amb canons antiaeris i es va posar en servei per fer-se passar per un cuirassat operatiu. La 1a i la 10a Flotilla de Submarí havien d'enviar nou vaixells com a pantalla mòbil paral·lela al comboi quan passava entre Creta i Cirenaica (Bomb Alley). Els dies anteriors i posteriors, els submarins havien de patrullar les zones on era probable que es trobés la flota italiana.

#### Operació Arpó
L'Operació Arpó, el comboi de l'operació Julius en direcció est des de Gibraltar va començar el 4 de juny, amb la sortida d'Escòcia de cinc vaixells mercants com a comboi WS19z. S'havia donat a conèixer que els vaixells anaven a Malta a través del Cap, però l'engany va quedar al descobert quan a Troilus se li va ordenar que assumís un viatge curt; l'oficial d'enllaç naval, cinc personal de senyals i els artillers de la Marina a bord de cada vaixell mercant també van deixar poc a la imaginació. Amb els creuers HMS Kenya, HMS Liverpool i deu destructors, el comboi va passar per l'estret de Gibraltar la nit de l'11 al 12 de juny i es va convertir en el comboi GM4, al qual s'hi van unir un petrolier i els seus escortes. La Força H constava d'un cuirassat, dos portaavions, tres creuers i vuit destructors. L'escorta propera va ser proporcionada per un creuer antiaeri, nou destructors, sis vaixells de motor (MGB) i petites embarcacions. L'HMS Welshman havia d'acompanyar els vaixells i després córrer cap a Malta a 28 nusos (52 km/h; 32 mph), amb munició per a l'avió a Malta. A la costa italiana, 13 submarins havien de patrullar, disposats a emboscar els vaixells italians.

### Regia Marina

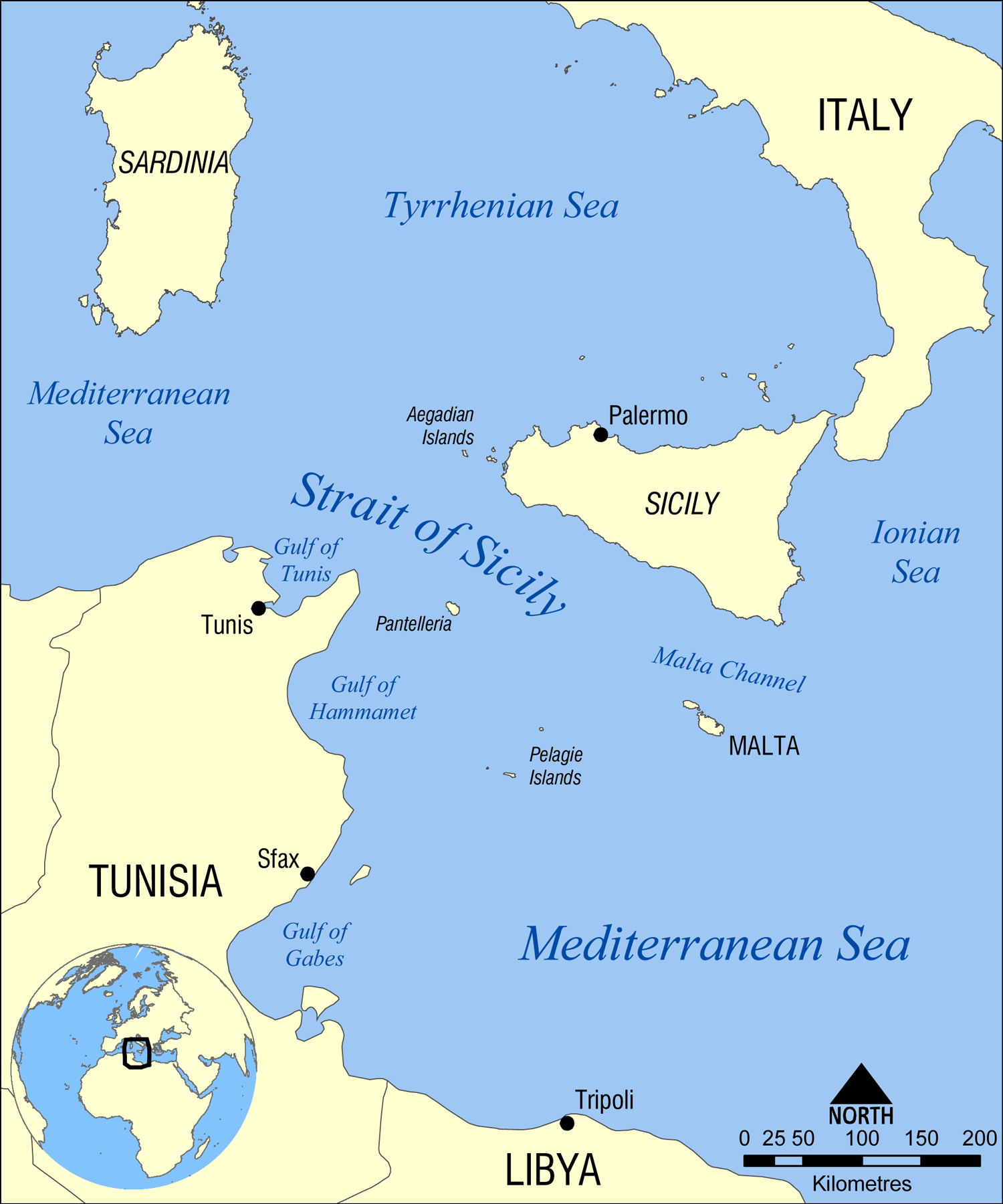
Mapa de la Mediterrània central

L'escassetat de petroli limitava les operacions navals italianes, però l'acumulació de vaixells a Alexandria i els missatges sense fil desxifrats del coronel Bonner Fellers, l'agregat militar nord-americà al Caire (die gute Quelle, la bona font), va alertar a la Regia Marina que els combois estaven a punt d'anar des d'Alexandria i Gibraltar fins a Malta. Supermarina, l'alt comandament de la marina, va planejar una contraoperació contra ambdós combois i nou submarins van ser enviats a patrullar davant de la costa algeriana, cinc entre Lampedusa i Malta i cinc a l'est de Malta al mar Jònic. Dos vaixells MAS italians i sis E-boats estaven emboscats entre Creta i Cirenaica i la 7a Divisió de Creuers Ammiraglio di divisione Alberto Da Zara amb  el Raimondo Montecuccoli i l'Eugenio di Savoia a Palerm i els destructors Ascari, Alfredo Oriani, Lanzerotto Malopoglia, Premuda i Vivaldi a Cagliari esperant per Arpó amb vaixells MAS i un gran nombre d'avions per operar a la conca occidental de la Mediterrània. La principal flota de batalla italiana estava reservada per al comboi cap a l'est des d'Alexandria.

## El comboi

### 11 de juny
Per camuflar els preparatius, els onze mercants van ser carregats a Alexandria, Port Said, Suez, Haifa i Beirut, trobant-se a Port Said i Haifa. El secret va provocar una manca de pràctica per als passatgers militars que formaven part de control de danys i de lluita contra incendis i alguns defectes en els canons dels vaixells van passar desapercebuts. Els vaixells de Port Said Aagtekirk , Bhutan , City of Calcuta i Rembrandt del comboi MW 11c, van navegar 36 hores a primera hora de la tarda de l'11 de juny, a l'operació Rembrandt, cadascun remolcant una BTT. Escoltat pel HMS Coventry i vuit destructors de la  classe Hunt, el Comboi MW 11c havia de simular el comboi de Malta i es va dirigir fins al meridià de Tobruk i tornar a trobar-se amb la resta. S'esperava que l'operació atragués la flota italiana, que estaria exposada a atacs i quedaria sense combustible abans que el comboi principal navegués. Durant la nit cinc dels vaixells de càrrega de l'Operació Arpó es van trobar amb el petrolier Kentucky davant de Gibraltar; al matí, el GM4 feia 12–13 nusos (22–24 km/h; 14–15 mph) cap a l'est.

### 12 de juny

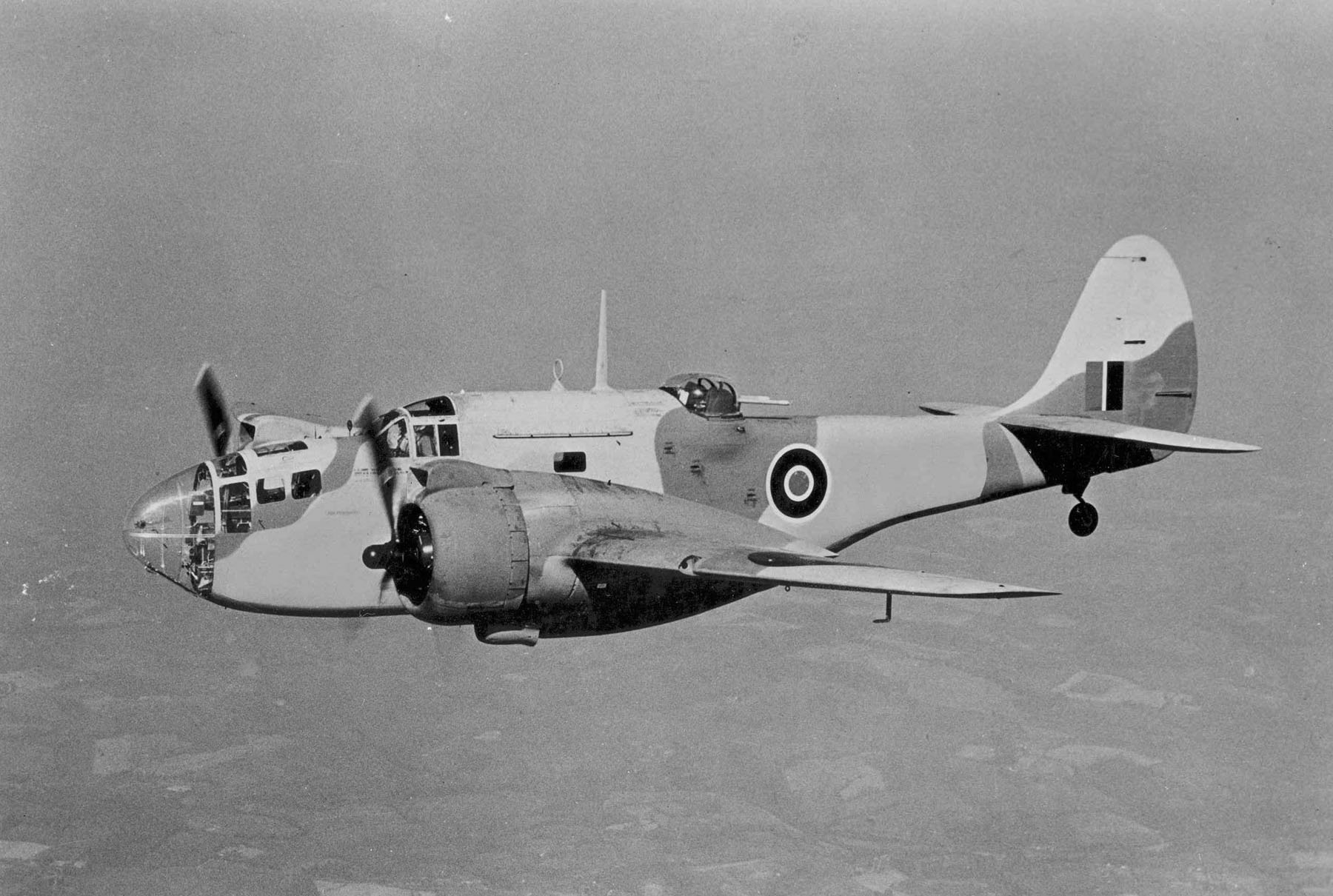
Martin Baltimore de la RAF

El comboi MW-11a, format per l'Ajax, el City of Edinburgh, el City of Pretoria, el City of Lincoln i l'Elizabeth Bakke van salpar des de Haifa i Port Said el 12 de juny, escortats per la 7a Flotilla de Destructors de HMAS Napier, HMAS Norman, HMAS Nizam, HMS Inconstant i HMS Hotspur, amb els dragamines HMS Boston i HMS Seaham. L'Elizabeth Bakke va rebre l'ordre d'entrar al port des del comboi MW 11a, escortat pel HMS Zulu a causa d'una sobrecàrrega i un casc encravat, que va impedir que el vaixell mantingués la direcció o assolís la velocitat del comboi de 13 nusos (24 km/h; 15 mph). El comboi MW 11b va sortir des d'Alexandria amb el Potaro, el petroler Bulkoil , el cuirassat sortit de servei HMS Centurion, transportant subministraments i operant com a esquer, els vaixells de rescat Malines i Antwerp, escortats per cinc destructors i quatre corbetes. Durant la nit, el comboi MW 11c va ser atacat des de Creta per 15 bombarders Ju 88 del Kampfgeschwader 54 i el Citty of Calcutta va ser danyat per un quasi accident. El vaixell es va aturar i va agafar una inclinació, però es va posar en marxa a 11 nusos (20 km/h; 13 mph) per rebre l'ordre a les 23:00 de desviar-se cap a Tobruk amb la seva MTB remolcada, escortat per Exmoor i Croome. Durant la curta nit, el comboi MW 11c va tornar a trobar-se davant d'Alexandria amb la resta del comboi MW 11 l'endemà i els Hunts es van posar a repostar. L'operació Arpó no va ser molestada perquè Supermarina sospitava que es tractava d'un esquer.

### 13 de juny

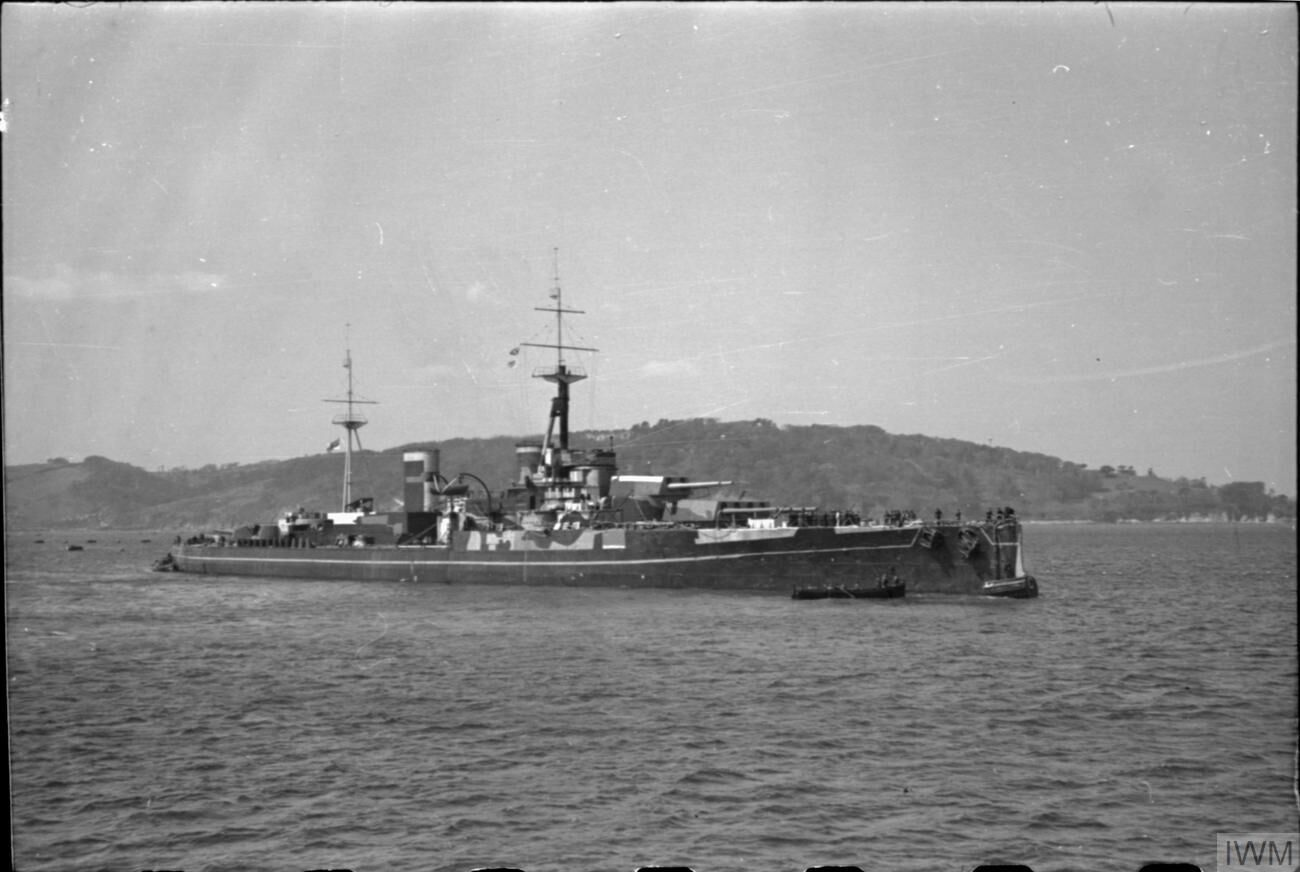
El HMS Centurion disfressat com a (A9982)

Els tres elements del comboi es van trobar davant de Mersa Matruh durant la tarda i es van dirigir a Malta quan la 7a Flotilla de Destructors es va posar a Alexandria per repostar, la resta dels destructors navegaven i la resta va sortir d'Alexandria amb la força principal, set creuers i la seva pantalla de destructors. Durant la tarda, el temps va empitjorar i les BTT a remolc es van retirar per tornar a Alexandria però la MTB 259 va quedar malmesa i enfonsada, la resta va fer port l'endemà. Durant la nit, un grup d'atacs de cinc homes va ser desembarcat en submarí a Creta i va danyar o destruir uns 20 avions del Lehrgeschwader 1 a l'aeròdrom de Maleme. Bonner Fellers va informar a Washington de l'activitat dels atacs; tres grups del SBS havien aterrat la setmana anterior, un per atacar l'avió però no havia pogut penetrar la seguretat de l'aeròdrom.
Després de la foscor, els avions de l'Eix van il·luminar contínuament el comboi amb bengales i van llançar bombes ocasionals, després a les 4:30 am la Luftwaffe va atacar la força principal d'escorta que es va posar al dia des de l'est, llançant més bombes i bengales fins que els caces britànics van arribar després de l'alba. Els bombarders Douglas Boston i Wellington van atacar els aeròdroms de l'Axis prop de Derna i altres llocs durant la nit, per interferir amb les operacions aèries de l'Eix contra el comboi. A la posició de Gazala a Líbia, els tancs britànics havien estat derrotats en els combats de l'11 al 13 de juny i el Vuitè Exèrcit va rebre l'ordre de retirar-se l'endemà.  L'operació Arpó va continuar i més avions de la Regia Aeronautica van ser traslladats a Sardenya però van perdre el contacte amb el comboi.  Dos creuers italians i tres destructors van partir de Càller al vespre cap a Palerm, disposats a impedir que un vaixell ràpid s'enfilés cap a Malta.

### 14 de juny

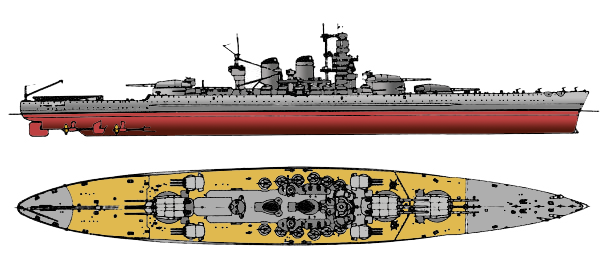
Disseny dels cuirassats de la classe Littorio

Les tempestes de pols a Líbia van deixar a terra els bombarders de dia fins al vespre i la majoria dels avions amb base a Líbia que van sobrevolar van operar sobre Vigorós. Es van reorganitzar les escortes del comboi, les quatre corbetes, dos dragamines i la 5a Flotilla de destructors amb nou destructors s'hi van unir 17 destructors de les flotilles 2a, 7a, 12a, 14a i 22a flotilla. L'Aagtekirk, l'Erica i el Primula van patir problemes de motor, l'Erica va ser enviat a Mersa Matruh i els altres dos a Tobruk, escortats pel Tetcott. A les 12:20 pm, a uns 22 km (14 milles) de Tobruk, els vaixells van ser atacats i el Primula va ser sacsejat. Uns quaranta bombarders en picat Junkers Ju 87 Stuka i bombarders mitjans Junkers Ju 88 van bombardejar el Tetcott i la resta van atacar l'Aagtekirk , que va rebre impactes i es va incendiar, mentre que tres bombarders van ser abatuts. Els vaixells i vaixells van ser enviats des de Tobruk però només van poder recollir supervivents a les 14:30 i el vaixell va encallar i es va cremar. La resta del comboi va ser cobert per Hurricanes i Kittyhawks desviats de la batalla de Gazala, que van protegir el comboi d'una gran força de bombarders.
Durant la tarda, el Lehrgeschwader 1 va ser més circumspecte fins que el comboi va quedar més enllà de la cobertura dels caces britànics de curt abast, després a partir de les 4:30 del matí, uns 60-70 bombarders van fer set atacs en cinc hores, enfrontats per uns quants Kittyhawks i Beaufighters de llarg abast. Els vuit mercants estaven en quatre columnes al voltant dels vaixells de rescat, amb els creuers a uns 1.100 m (1.200 yardes) fora, els destructors de la classe Hunt a 1 nmi (1,9 km; 1,2 milles) més enllà i els destructors de la flota en patrulla antisubmarina a 2.500 m (2,300 m) fora dels Hunts. La formació va ser eficaç contra els torpediners, però es va arriscar a l'atac de bombarders en picat en absència de caces britànics. Els alemanys van atacar des de 10.000 peus (3.000 m) des de la part posterior o laterals en grups de 10-12 avions, dividint-se en dos i tres per bombardejar. A les 5:30 de la tarda, uns 20 avions van atacar el Bulkoil i el Bhutan des del flanc i gairebé van perdre el Bulkoil i el Potaro que van agafar aigua. El Bhutan va ser colpejat tres vegades i es va enfonsar a les 18:05; els vaixells de rescat i un destructor van recollir 153 tripulants i passatgers, però es van perdre 16 homes. Després del rescat, l'Antwerp i el Malines van ser dirigits a Tobruk on els casos greus van ser traslladats a un vaixell hospital i després van navegar cap a Alexandria, Tobruk estava sota el bombardeig d'artilleria pels canons de l'Eix i va arribar a les 21:15 de l'endemà.
Dues hores després que el Bhutan s'enfonsés, es va veure el periscopi de l'U-77 mentre el submarí alemany atacava el Pakenham. El torpede va fallar però l'atac al submarí es va cancel·lar, quan es van veure torpediners al nord-oest. Els caces britànics van rebre l'ordre d'enfrontar-se però van ser rebutjats pels Bf 109 que escortaven els vaixells elèctrics. El pitjor dels bombardeigs es va aturar un cop va caure la foscor i es van reprendre els bombardejos i els llançaments de bengales com la nit anterior. La força d'escorta es va traslladar a la formació nocturna, els destructors de la flota es van moure en línia davant del comboi, dos creuers i quatre destructors a babord i estribord i un destructor a cada cantonada de la formació a 5 milles marines (9,3 km; 5,8 milles). El llançament de bengales va dissuadir els vaixells elèctrics d'apropar-se massa, però les tripulacions del comboi i de l'escorta estaven molt cansades i gran part de la munició antiaèria del comboi i les escortes s'havien gastat.
A les 18:45, una tripulació de Malta Baltimore havia vist la flota italiana i va donar un informe de força de quatre creuers amb quatre destructors, que precedeixen dos cuirassats i quatre destructors, que van arribat a Harwood a les 22:30. Un reconeixement fotogràfic sobrevolà Tàrent per verificar la sortida dels vaixells a les 20:00, i un altre albirament indicà a les 2:24 de la matinada que la flota navegava a 20 nusos (37 km/h; 23 mph) cap al sud. A les 23:15, Harwood va indicar a Vian que la flota italiana (l'almirall Angelo Iachino) amb dos cuirassats, dos creuers pesats i dos lleugers i 12 destructors havia sortit de Tàrent i arribaria al comboi a les 7:00 del matí Vian demanava permís per tornar enrere perquè considerava que per a l'escorta seria impossible protegir els mercants durant un altre llarg dia d'estiu i Harwood ordenà que Vigorós continués fins a Malta fins a les 2:00 de la matinada del 15 de juny, i després fes un curs recíproc. A Gazala, el Vuitè Exèrcit va començar a retirar-se, després d'haver estat derrotat en els combats de l'11 al 13 de juny, deixant una guarnició dins de Tobruk; ambdós bàndols van enviar avions a Vigorós, la qual cosa va donar un respir als exèrcits. L'operació Arpó va entrar a l'abast dels 20 bombarders italians i 50 torpediners basats a Sardenya. Els caces-bombarders van atacar primer i després els bombarders i els torpediners al mateix temps que van enfonsar un vaixell mercant i van danyar un creuer. Quan el comboi va arribar a l'abast de Sicília, deu avions de la Luftwaffe Ju 88 es van unir, però els primers atacs van ser derrotats i es van perdre set avions britànics i 17 de l'Eix.

### Nit, 14/15 de juny
L'ordre de viratge es va donar a les 1:45 hores, una maniobra perillosa per a un gran grup de vaixells fora de posició, plens de tripulacions cansades i amenaçats pels torpeders i els submarins de l'Eix. Quan es va fer el gir, els creuers van retrocedir i van ser atacats pel 3r Schnellbootflottille ( Leutnant-zur-See Siegfried Wuppermann); la S-56 va disparar primer a les 3:50 am i va colpejar el HMS Newcastle amb un torpede de cap, que va ser controlat pels destructors mentre les parts de control de danys treballaven en els danys i Newcastle aviat va tornar a navegar fins a 24 nusos (44 km/h; 28 mph). El destructor HMS Hasty va rebre un impacte del S-55 a les 5:25, 12 homes van resultar morts i va quedar tan danyat que va haver de ser enfonsat pel HMS Hotspur. Quan el sol va sortir, el comboi MW 11 es dirigia cap a l'est i a les 3:40 del matí quatre torpediners Wellington de Malta van trobar la flota italiana, van llançar bengales i van atacar, però els vaixells van fer fum i només un Wellington va llançar torpedes. Al mateix temps, nou Beauforts del 217 esquadró van enlairar-se de Malta, van arribar als italians quan es va fer l'alba i els tres primers Beaufort van atacar el Trento a les 6:10 a.m., aconseguint un cop de torpede, mentre dos bombarders avançaven a través de la pantalla de destructors i creuers. El Trento es va aturar després de ser colpejat al mig del vaixell a les 5:15 del matí.  La Força W, que cobria l'Operació Arpó, va tornar enrere durant la nit i el comboi va procedir amb les escortes properes de la Força X. Els creuers italians i set destructors a Palerm van navegar al capvespre.

### 15 de juny

#### Al matí
L'atac dels torpedes britànics va arribar quan la flota de batalla italiana passava per l'àrea de la 10a Flotilla de submarins, després que el pla de formar una línia al nord de la via del comboi hagués estat superat pels esdeveniments després que els cuirassats italians naveguessin i el comboi tornés enrere. El HMS Umbra (Tient S.L.C. Maydon) va agafar els vaixells italians amb hidròfon i es va dirigir cap a la flota mentre els torpediners llançaven bengales d'il·luminació. Maydon va trobar que Umbra ho estava
| «        | ...en la posició poc envejable d'estar al centre d'un fantàstic circ de vaixells de capital, creuers i destructors de carrera salvatge... de raigs de traçadors i esclats antiaeris... no hi havia cap quadrant de la brúixola desocupat per vaixells enemics teixint d'un costat a un altre.... | » |
| — Maydon | |   |

El creuer italià  Trento va ser encerclat pels cuirassats, que després van reprendre el seu curs cap al sud, deixant-lo enrere amb el destructor Antonio Pigafetta; a les 6:46 am Maydon va disparar torpedes al cuirassat italià  Vittorio Veneto, sense impactes. Els vaixells italians també havien estat vists a les 6:15 am per l'HMS Ultimatum (Tinent PRH Harrison), els creuers pesats a l'oest dels cuirassats i a les 6:22 am. L'Ultimatum van atacar a través de la pantalla del destructor, només per ser frustrats pels creuers fent ziga-zagues i passant per sobre. L'HMS Uproar (tinent JB de B. Kershaw) va albirar breument la flota de batalla però estava massa lluny per atacar. El HMS Thrasher, el HMS Taku i el HMS Thorn (Tinent-Comandant RG Norfolk) van rebre l'informe d'albirament i van sortir a la superfície per revisar els vaixells, però només el Thorn a les 7:00 del matí els va veure fora del rang. Umbra , Uproar i Ultimatum van girar cap a l'immobilitzat Trento i a les 10:06 am Umbra va colpejar Trento amb dos torpedes, el vaixell s'enfonsà una hora després.
La flota de batalla va continuar cap al sud en dos grups i vuit bombarders B-24 nord-americans i un britànic van atacar a les 9:00 am des de 14.000 peus (4.300 m) i van bombardejar amb precisió, colpejant el Littorio amb una bomba de 500 lliures (230 kg) amb poc efecte. Quan els B-24 es van desviar, cinc Beauforts del 39è Esquadró de Bir Amud van arribar a baix nivell, després d'haver sortit a les 6:25 am per sincronitzar el seu atac amb els B-24, menys la seva escorta de Beaufighters, que havia estat desviada a la batalla terrestre. Els Bf 109 i els MC 202s basats a prop de Gazala van interceptar els 12 Beaufort, en van abatre dos i en van danyar cinc, que van tornar enrere (un no va tornar). A prop de la flota de batalla italiana, dos Beaufort més van ser danyats per un foc antiaeri de llarg abast al voltant de les 9:40 del matí , però al girar de banda per portar més canons, els vaixells italians van presentar objectius més grans, les tripulacions Beaufort van reclamar un impacte en un cuirassat i les tripulacions nord-americanes per sobre van informar d'impactes en un creuer i un destructor; els Beaufort van girar cap a Malta i van aterrar a Luqa.
El quarter general combinat d'Alexandria va rebre informes només després de llargues demores i durant la nit, Harwood es va mostrar més aprensiu que el comboi aviat volgués tornar a Bomb Alley i va ordenar un altre gir a les 7:00 am. Vian va donar l'ordre d'evitar els italians a no ser que els avions haguessin atacat cap a les 10:30 am. Si l'atac fallava, Vian havia de dirigir el comboi cap a Malta i si els vaixells italians els atacaven, els mercants haurien de ser abandonats a la seva sort, els escortes escapant en qualsevol direcció. A les 8:30 del matí, els informes de reconeixement van mostrar que la flota de batalla encara es dirigia cap al sud, a 150 milles nàutiques (170 milles; 280 km) del comboi i a les 9:40 del matí, Harwood va ordenar als vaixells que tornessin a invertir el rumb. Va ser només a les 11:15 del matí que Harwood i Tedder van descobrir que avions de Malta s'havien enfrontat a la flota de batalla italiana i van rebre reclamacions exagerades de cops de torpedes, inclosos els dels cuirassats. Harwood va indicar que el comboi MW 11 hauria de tornar a girar cap a Malta, els escortes per abandonar els vaixells de càrrega si els desafiaven i després a les 12:45 hores van delegar la llibertat d'acció a Vian. A l'alba, els vaixells de l'Operació Arpó van ser interceptats per una força de creuers italiana i els cinc destructors de la flota britànica van atacar amb valentia mentre els destructors més petits romanien amb el comboi i, finalment, els vaixells italians van interrompre l'atac a les 10:00. Els creuers italians van tornar a aparèixer, disparant contra un destructor anteriorment inhabilitat, que havia estat agafat a remolc per un destructor d'escorta; el vaixell paralitzat va quedar a la deriva i finalment va ser torpedinat i enfonsat per un avió. Els vaixells mercants danyats van ser enfonsats o abandonats pels seus escortes. La resta del comboi va navegar cap a un camp de mines, un destructor va colpejar una mina i es va enfonsar, els dos mercants supervivents i les escortes restants van arribar a Malta aquella nit.

#### Tarda

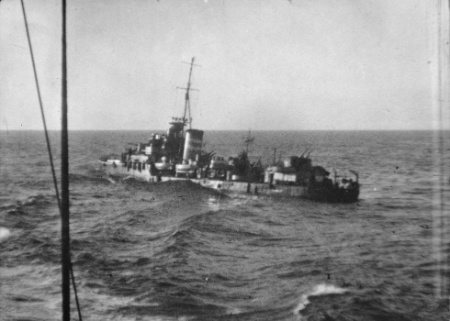
Enfonsament de l'HMAS Nestor, 16 de juny de 1942

L'ordre de les 11:51 de Harwood de girar cap a Malta va arribar a Vian a les 13:45, però els bombarders de l'Eix havien atacat des de les 11:50 del matí quan 20 Ju 87 van atacar. La majoria dels bombarders en picat Ju 87 Stuka van atacar els escortes, però el City of Edinburgh i el City of Pretoria pràcticament es van perdre i van quedar lleugerament malmesos, el Citty of Edhimburgh va reclamar un bombarder i un probable. L'Ajax va ser atacat per cinc avions a les 1:00 pm i sis Ju 87 van bombardejar el Birmingham, un gairebé va deixar fora de combat una torreta davantera per un Stuka abatut. Les escortes del comboi van rebre un informe de reconeixement que els cuirassats estaven més a prop i el comboi va continuar cap a l'est, el senyal que atorgava discreció va arribar a les 14.20 hores . A les 15.20 hores, 36 avions de l'Eix van tornar i es van concentrar de nou en els vaixells de guerra. L'HMS Airedale a estribord va ser atacat per dotze Stukas (del StG 3) va ser inhabilitat i l'HMS Aldenham va rebre l'ordre d'enfonsar el vaixell en lloc de quedar-se al Bomb Alley. Els altres 24 Stukas van atacar els vaixells mercants sense resultat i el Centurion , que va sobreviure i va abatre un bombarder.
Els vaixells italians estaven a prop del contacte, però Supermarina va ordenar a Iachino que es retirés quan es trobava a només a 110 milles nàutiques (130 milles; 200 km) del comboi si encara no s'havien enfrontat als britànics a les 16:00. A les 3:15 am la flota de batalla va girar cap al nord-oest, cap a Navarino disposada a avançar si els britànics ho tornaven a intentar. Els avions britànics que seguien la flota de batalla van informar del gir a les 16:05 i a les 16:25 Harwood va ordenar a Vian que tornés a girar el comboi, preguntant-li si els Hunts i altres vaixells tenien prou combustible per arribar fins a Malta, els creuers i els destructors de la flota tornés cap a Malta a la foscor. El comboi MW 11 estava sota atac quan va arribar el senyal i després d'esperar dues hores per rebre una resposta, Harwood va ordenar que només els quatre mercants més ràpids, Arethusa i dos destructors viressin cap a Malta. El comboi i les escortes havien estat atacats de nou de 17:20 a 19:20 `pels bombardeigs en picat dels Ju 87 i els bombardeigs dels Ju 88 des de 16.000 peus (4.900 m) mentre deu SM 79 van atacar amb torpedes. Tres vaixells van rebre gairebé un error, però el foc antiaeri dirigit per radar en la foscor creixent va fer que els atacants fossin prudents. A les 18:00 pm, els Ju 88 van atacar en una immersió poc profunda, gairebé es va perdre l'Arethusa i el Centurion i van fer malbé el Nestor . Els SM 79 van atacar després que un fos abatut per dos Beaufighters i tres més fossin abatuts pels artillers dels vaixells, juntament amb dos bombarders. Els bombarders alemanys a Líbia van fer 193 sortides contra Vigorós del 14 al 15 de juny, la qual cosa va donar una mica de respir al Vuitè Exèrcit mentre es retirava cap a la frontera egípcia, però van deixar els terrenys d'aterratge de la RAF al voltant de Gambut vulnerables als atacs.

#### Vespre
Quan els SM 79 van marxar, Vian va indicar a Harwood que la Força A i el Convoy MW 11 els quedaven menys d'un terç de la seva munició i a les 20:53, Harwood va ordenar que l'operació Vigorós fos abandonada i que els vaixells tornessin a Alexandria. La flota de batalla italiana va continuar allunyant-se del comboi, va perdre l'avió britànic que els seguia a les 16:40 i l'avió de socors va ser interceptat per caces alemanys. Les flotilles de submarins 1a i 10a van intentar arribar a una posició per interceptar, però els senyals britànics tardaven unes quatre hores a arribar; alguns vaixells van sortir a la superfície per escoltar els senyals de trànsit i utilitzar la informació. L'HMS Porpoise va navegar cap al nord a les 15:35 va ser bombardejat a les 19:35, perdent l'oportunitat d'atacar i l'HMS P222 cap a l'oest també es va veure obligat a submergir-se a les 20:00. Un altre avió de reconeixement des de Malta trobà la flota a les 22:55 i Wellingtons del 38è Esquadró van atacar a les 00:30. L'atac va ser frustrat mitjançant cortines de fum i les maniobres evasives de la flota, llevat d'un torpede colpejat a Littorio que va causar danys superficials.

### Nit, 15/16 i 16 de juny
Un altre atac aeri de l'Eix no va tenir cap efecte i durant la nit el comboi va fer zig-zagues cap a l'est a 13 nusos (24 km/h; 15 mph), amb el Nestor quedant enrere, a proa, remolcat pel Javelin i escortat per l'Eridge i el Beaufort. A la 1:27 de la matinada, l'U-205 ( Korvettenkapitän Franz-Georg Reschke) va travessar el cordó antisubmarí al voltant del Comboi MW 11 i va torpedinar l'HMS Hermione, que es va escorcollar i es va enfonsar, 88 homes van morir i uns 400 van sobreviure.   Es van fer dos atacs aeris contra el Nestor i els seus escortes i a les 4:30 el remolc es va separar per segona vegada; amb l'alba prevista i el llarg dia d'estiu a seguir, el capità del destructor australià Nestor va decidir que el risc per als altres destructors era massa gran i va fer que el Nestor s'enfonsés a les 7:00 . Els altres destructors van agafar el comboi durant la tarda. El Citty of Calcutta va navegar des de Tobruk amb el Tetcott i el HMS Primula i més intents de submarins per atacar el comboi MW 11 van fallar, el comboi va arribar a Alexandria aquella nit. El Centurion estava massa endinsat a l'aigua i va esperar al Gran Pas mentre els cinc mercants restants entraven al port. Bulkoil i Ajax van ser escortats a Port Said per quatre destructors.

## Conseqüències

### Anàlisi
L'any 1960, Ian Playfair, l'historiador oficial britànic, va escriure que la relació de la "batalla pels subministraments" amb la guerra terrestre va arribar al seu punt culminant a la segona meitat de 1942. Lluny del Vuitè Exèrcit que capturava aeròdroms a l'oest a la protuberància cirenaica, havia estat derrotat a Gazala i la pèrdua de l'operació Julius l'est a terra. El desastre de Gazala havia fet que les forces militars de Malta intentessin salvar Egipte i no a l'inrevés. El comboi MW 11 havia estat una "operació decebedora" i va tornar enrere perquè els atacs aeris britànics i nord-americans a la flota de batalla italiana no havien aconseguit infligir el dany esperat. La Força A no podia esperar derrotar-la en una acció de superfície, una visió que Greene i Massignani van fer ressò el 2003 Quan els cuirassats italians havien rebut l'ordre de retorn, el comboi i les escortes no tenien munició per continuar i s'havien perdut set Beaufighters de llarg abast, privant Vigorós de la cobertura aèria de curt abast. Les comunicacions havien estat inadequades, amb alguns senyals que triguen massa a arribar, però Playfair va escriure que sense els aeròdroms a l'oest de Cirenaica, fins i tot els informes ràpids i precisos no haurien compensat. Sis vaixells de càrrega havien estat enfonsats a Vigorós i Arpó i nou obligats a tornar al port. Dos vaixells de l'operació Arpó van arribar a Malta i van lliurar 15.000 tones llargues (15.000 t) de subministraments, que amb una collita decent podria mantenir alimentada la població de Malta fins al setembre, però l'esgotament del combustible d'aviació va fer que els caces tinguessin prioritat sobre la força ofensiva. Els vols de trànsit a través de Malta, excepte els torpediners Beaufort, es van suspendre, només s'havien de permetre els atacs aeris de curta distància a objectius fàcils i el combustible per als caces s'havia de transportar a Malta en submarí.
El 1962, l'historiador oficial naval britànic Stephen Roskill va qualificar l'èxit de l'Eix d'innegable. Malta no havia rebut subministraments i els britànics havien perdut un creuer, tres destructors i dos mercants contra l'enfonsament del Trento i els danys menors al Littorio. No es va fer cap intent de dirigir un altre comboi des d'Alexandria fins que el Vuitè Exèrcit va conquerir Líbia. Roskill va escriure que amb la retrospectiva, el curs dels esdeveniments a terra va fer que les operacions navals al Mediterrani central fossin perilloses i durant l'operació, la retirada del Vuitè Exèrcit va perdre un dels aeròdroms utilitzats per a la cobertura aèria. Harwood tenia raó que la força de bombarders i torpediners era massa petita i no havia compensat la manca de cuirassats i amb els avions de l'Eix basats al llarg de la ruta cap a Malta, el poder aeri havia decidit el curs dels esdeveniments. A terra, el desviament dels bombarders de l'Eix contra els combois havia estat de benefici per als britànics, ja que conduïen la corredissa cap a El Alamein. El 1941 van arribar 30 dels 31 vaixells mercants que navegaven cap a Malta, però durant els primers set mesos de 1942, dels 30 vaixells que van navegar, deu van ser enfonsats, deu van ser danyats, tres van ser enfonsats en arribar i set van lliurar els subministraments.
El 2003, Richard Woodman va escriure que l'ordre del 14 de juny de Harwood, perquè el comboi continués cap a l'oest abans de tornar enrere, mostrava indecisió i manca de sentit estratègic, posant en perill valuosos vaixells mercants amb l'esperança que els atacs aeris i submarins britànics permetessin al comboi continuar. Vigorós havia estat una "bola imperial" i la retirada a Alexandria una victòria de l'Eix, demostrant que Gran Bretanya havia perdut el control de la Mediterrània central. El 16 de juny, Harwood ho va informar
| «         | Estem superats en nombre tant en vaixells de superfície com en la Força Aèria i l'esforç molt galant de tots els interessats no pot compensar... la deficiència.' | » |
| — Harwood | |   |

En un informe posterior, Harwood va culpar a la RAF de la seva incapacitat per proporcionar un nombre suficient d'avions capaços de derrotar la flota de batalla italiana. L'únic èxit de l'operació Julius va ser l'arribada de dos dels vaixells Arpó a Malta; a terra, Tobruk es va rendir pocs dies després que el comboi MW 11 tornés al port i a finals de juny, el Vuitè Exèrcit s'havia retirat a El Alamein.

### Baixes
El creuer HMS Hermione, els destructors Airedale, HMS Hasty i Nestor i dos vaixells mercants van ser enfonsats durant l'operació Vigoró; a més, tres creuers, un destructor i una corbeta van resultar danyats. Avions i submarins britànics van enfonsar el creuer Trento i van danyar el Littorio; els artillers antiaeris dels vaixells d'escorta i mercants van abatre 21 d'uns 220 avions atacants. Dos destructors van ser enfonsats durant l'Operació Arpó, un creuer, tres destructors i un dragamines van resultar danyats, un destructor italià va ser lleugerament danyat, la RAF va perdre cinc avions, la FAA set i va reclamar 22 avions de l'Eix.

### Operacions posteriors
Durant el juliol, els submarins HMS Parthian i Clyde van lliurar combustible d'aviació, municions i altres mercaderies; altres 59 Spitfires van ser llançats des de l'Eagle durant les sortides del 15 i 21 de juliol. El Welshman va fer el seu tercer viatge i va arribar el 16 de juliol; a finals de mes va tornar la 10a Flotilla de submarins i els dragamines amb Arpó havien reduït el perill de les mines a les aproximacions de Malta. A principis de juliol, els bombarders de l'Eix havien llançat altres 700 tones llargues (710 t) de bombes, principalment als aeròdroms, van destruir 17 avions a terra i van danyar molts altres. Els caces van fer unes 1.000 sortides i van perdre 36 Spitfires de 135, les forces de l'Eix van perdre 65 avions. Les pèrdues van obligar a la Luftwaffe i la Regia Aeronautica a augmentar el nombre de sortides de caces per bombarder i després a recórrer a atacs de caces bombarders. Més tard al juliol, el major nombre de caces britànics a Malta va justificar un retorn a les incursions d'interceptació més enllà del mar, que van tenir un gran èxit.
L'operació Pedestal (13-15 d'agost) va ser una altra operació britànica per portar subministraments a Malta. Malgrat moltes pèrdues, els britànics van lliurar suficients subministraments perquè la població i les forces militars de Malta poguessin resistir, tot i que havia deixat de ser una base ofensiva. Pedestal va ser una costosa derrota tàctica per als aliats, l'última victòria de l'Eix al Mediterrani i una de les més grans victòries estratègiques britàniques de la guerra. Només cinc dels 14 vaixells mercants del comboi van arribar a Grand Harbour però l'arribada del SS  Ohio va justificar la decisió d'arriscar tants vaixells de guerra. La càrrega de combustible d'aviació a Ohio va revitalitzar l'ofensiva aèria amb seu a Malta contra el transport marítim de l'Eix. Després de Pedestal, els submarins van tornar a Malta i els Supermarine Spitfires volats des del portaavions HMS Furious van permetre fer un esforç màxim contra els vaixells de l'Eix. Els combois italians s'havien d'encaminar més lluny de l'illa, allargant el viatge i augmentant el temps durant el qual es podien realitzar atacs aeris i navals. El setge de Malta va ser trencat per la Segona Batalla d'El Alamein (23 d'octubre - 11 de novembre) i l'Operació Torxa (8-16 de novembre) a la Mediterrània occidental, que va permetre als avions terrestres escortar vaixells mercants a l'illa.

## Ordre de batalla aliat
- † - Vaixells enfonsats
- # - Vaixells danyats, ## - molt danyats
- Les dades són extretes de Woodman 2003, a no ser que s'indiqui.[63]

### Mercants aliats
| Nom                 | Any  | Bandera                                  | GRT   | Notes                                                     |
| ------------------- | ---- | ---------------------------------------- | ----- | --------------------------------------------------------- |
| Ajax                | 1931 | Regne Unit de la Gran Bretanya i Irlanda | 7,540 | MW 11A                                                    |
| City of Edinburgh   | 1938 | Regne Unit de la Gran Bretanya i Irlanda | 8,036 | MW 11A                                                    |
| City of Lincoln     | 1938 | Regne Unit de la Gran Bretanya i Irlanda | 8,039 | MW 11A                                                    |
| SS City of Pretoria | 1937 | Regne Unit de la Gran Bretanya i Irlanda | 8,049 | MW 11A                                                    |
| Elizabeth Bakke     | 1937 | Noruega                                  | 5,450 | MW 11A                                                    |
| Bulkoil             | 1942 | Estats Units                             | 8,071 | MW 11B petroler                                           |
| Potaro #            | 1940 | Regne Unit de la Gran Bretanya i Irlanda | 5,410 | MW 11B petroler                                           |
| Aagtekirk†          | 1934 | Països Baixos                            | 6,811 | MW 11C                                                    |
| Bhutan†             | 1929 | Regne Unit de la Gran Bretanya i Irlanda | 6,104 | MW 11C                                                    |
| City of Calcutta    | 1940 | Regne Unit de la Gran Bretanya i Irlanda | 8,063 | MW 11C                                                    |
| Rembrandt           |      | Regne Unit de la Gran Bretanya i Irlanda | 5,559 | MW 11C                                                    |
| MTB-259†            | —    | Royal Navy                               | —     | Llanxa torpedinera, remolcat per un vaixell mercant       |
| MTB-261             | —    | Royal Navy                               | —     | Llanxa torpedinera, remolcat per un vaixell mercant       |
| MTB-262             | —    | Royal Navy                               | —     | Llanxa torpedinera, remolcat per un vaixell mercant       |
| MTB-264             | —    | Royal Navy                               | —     | Llanxa torpedinera, remolcat per un vaixell mercant       |
| HMS Antwerp         | 1919 | Royal Navy                               | 2,957 | Vaixell auxiliar d'escorta del comboi (vaixell de rescat) |
| HMS Malines         | 1921 | Royal Navy                               | 2,969 | Vaixell auxiliar d'escorta del comboi (vaixell de rescat) |
| HMS Centurion       | 1911 | Royal Navy                               | —     | cuirassat classe King George V fora de servei - engany    |

### Flota d'escorta de creuers
| Nom              | Bandera    | Tipus                      | Notes                                                     |
| ---------------- | ---------- | -------------------------- | --------------------------------------------------------- |
| HMS Birmingham # | Royal Navy | creuer classe Town         | 4t Esquadró de Creuers                                    |
| HMS Newcastle ## | Royal Navy | creuer classe Town         | 4t Esquadró de Creuers                                    |
| HMS Arethusa     | Royal Navy | creuer classe Arethusa     | 15è Esquadró de Creuers                                   |
| HMS Cleopatra    | Royal Navy | creuer classe Dido         | 15è Esquadró de Creuers                                   |
| HMS Coventry     | Royal Navy | creuer classe C (antiaeri) | 15è Esquadró de Creuers                                   |
| HMS Dido         | Royal Navy | creuer classe Dido         | 15è Esquadró de Creuers                                   |
| HMS Hermione†    | Royal Navy | creuer classe Dido         | 15è Esquadró de Creuers, enfonsat pel U-205 el 15 de juny |
| HMS Euryalus     | Royal Navy | creuer classe Dido         | 15è Esquadró de Creuers                                   |
| HMAS Norman      | Royal Navy | destructor classe M        | 7a Flotilla de Destructors                                |
| HMAS Napier      | Royal Navy | destructor classe N        | 7a Flotilla de Destructors                                |
| HMAS Nestor†     | Royal Navy | destructor classe N        | 7a Flotilla de Destructors                                |
| HMAS Nizam       | Royal Navy | destructor classe N        | 7a Flotilla de Destructors                                |
| HMS Inconstant   | Royal Navy | destructor classe I        | 12a Flotilla de Destructors                               |
| HMS Pakenham     | Royal Navy | destructor classe P        | 12a Flotilla de Destructors                               |
| HMS Paladin      | Royal Navy | destructor classe P        | 12th Destroyer Flotilla                                   |
| HMS Jervis       | Royal Navy | destructor classe J        | 14a Flotilla de Destructors                               |
| HMS Javelin      | Royal Navy | destructor classe J        | 14a Flotilla de Destructors                               |
| HMS Kelvin       | Royal Navy | destructor classe K        | 14a Flotilla de Destructors                               |
| HMS Hasty†       | Royal Navy | destructor classe H        | 22a Flotilla de Destructors                               |
| HMS Hero         | Royal Navy | destructor classe H        | 22a Flotilla de Destructors                               |
| HMS Sikh         | Royal Navy | destructor classe Tribal   | 22a Flotilla de Destructors                               |
| HMS Zulu         | Royal Navy | destructor classe Tribal   | 22a Flotilla de Destructors                               |

### Escorta tancada
| Nom            | Bandera    | Tipus                    | Notes                      |
| -------------- | ---------- | ------------------------ | -------------------------- |
| HMS Fortune    | Royal Navy | destructor classe F      | 2a Flotilla de Destructors |
| HMS Griffin    | Royal Navy | destructor classe G      | 2a Flotilla de Destructors |
| HMS Hotspur    | Royal Navy | destructor classe H      | 2a Flotilla de Destructors |
| Airedale       | Royal Navy | destructor classe Hunt   | 5a Flotilla de Destructors |
| Aldenham       | Royal Navy | destructor classe Hunt   | 5a Flotilla de Destructors |
| Beaufort       | Royal Navy | destructor classe Hunt   | 5a Flotilla de Destructors |
| Croome         | Royal Navy | destructor classe Hunt   | 5a Flotilla de Destructors |
| HMS Dulverton  | Royal Navy | destructor classe Hunt   | 5a Flotilla de Destructors |
| Eridge         | Royal Navy | destructor classe Hunt   | 5a Flotilla de Destructors |
| Exmoor         | Royal Navy | destructor classe Hunt   | 5a Flotilla de Destructors |
| Hurworth       | Royal Navy | destructor classe Hunt   | 5a Flotilla de Destructors |
| Tetcott        | Royal Navy | destructor classe Hunt   | 5a Flotilla de Destructors |
| HMS Delphinium | Royal Navy | corbeta classe Flower    |                            |
| HMS Erica      | Royal Navy | corbeta classe Flower    |                            |
| HMS Primula    | Royal Navy | corbeta classe Flower    |                            |
| HMS Snapdragon | Royal Navy | corbeta classe Flower    |                            |
| HMS Boston     | Royal Navy | dragamines classe Bangor |                            |
| HMS Seaham     | Royal Navy | dragamines classe Bangor |                            |

### Patrulles submarines
| Nom           | Bandera    | Tipus                   | Notes                                                     |
| ------------- | ---------- | ----------------------- | --------------------------------------------------------- |
| HMS Porpoise  | Royal Navy | submarí classe Grampus  | Patrulla davant de Tàrent i al sud de l'estret de Messina |
| HMS Proteus   | Royal Navy | submarí classe Parthian | Patrulla davant de Tàrent i al sud de l'estret de Messina |
| HMS Taku      | Royal Navy | submarí classe Triton   | Patrulla davant de Tàrent i al sud de l'estret de Messina |
| HMS Thorn     | Royal Navy | submarí classe Triton   | Patrulla davant de Tàrent i al sud de l'estret de Messina |
| HMS Thrasher  | Royal Navy | submarí classe Triton   | Patrulla davant de Tàrent i al sud de l'estret de Messina |
| HMS Ultimatum | Royal Navy | submarí classe U        | Patrulla davant de Tàrent i al sud de l'estret de Messina |
| HMS Umbra     | Royal Navy | submarí classe U        | Patrulla davant de Tàrent i al sud de l'estret de Messina |
| HMS Una       | Royal Navy | submarí classe U        | Patrulla davant de Tàrent i al sud de l'estret de Messina |
| HMS Uproar    | Royal Navy | submarí classe U        | Patrulla davant de Tàrent i al sud de l'estret de Messina |
| HMS Safari    | Royal Navy | submarí classe S        | Patrulla entre Sicília i Sardenya                         |
| HMS Unbroken  | Royal Navy | submarí classe U        | Patrulla entre Sicília i Sardenya                         |
| HMS Unison    | Royal Navy | submarí classe U        | Patrulla entre Sicília i Sardenya                         |
| HMS Unruffled | Royal Navy | submarí classe U        | Patrulla entre Sicília i Sardenya                         |

### RAF
| Nom                                 | Bandera         | Tipus      | Notes                                 |
| ----------------------------------- | --------------- | ---------- | ------------------------------------- |
| 815 Esquadró Aeri Naval             | Royal Navy      | Swordfish  | Radar aire-superfície-navegació (ASV) |
| 821 Esquadró Aeri Naval             | Royal Navy      | Albacore   | Bombarder/torpediner                  |
| 825 Esquadró Aeri Naval             | Royal Navy      | Albacore   | Bombarder/torpediner                  |
| 830 Esquadró Aeri Naval             | Royal Navy      | Albacore   | Bombarder/torpediner                  |
| 69è Esquadró                        | Royal Air Force | Baltimore  | Bombarder de reconeixement            |
| 217è Esquadró                       | Royal Air Force | Beaufort   | Torpediner                            |
| 39è Esquadró                        | Royal Air Force | Beaufort   | Torpediner                            |
| 203r Esquadró                       | Royal Air Force | Blenheim   | Bombarder                             |
| 13è Esquadró de Bombarders Lleugers | Grècia          | Blenheim   | Bombarder                             |
| 203è Esquadró                       | Royal Air Force | Maryland   | Bombarder                             |
| 459è Esquadró RAAF                  | Royal Air Force | Hudson     | Reconeixement marítim                 |
| 2 PRU                               | Royal Air Force | Spitfire   | Reconeixement fotogràfic              |
| 230è Esquadró                       | Royal Air Force | Sunderland | Patrulla marítima (hidroavions)       |
| 47è Esquadró                        | Royal Air Force | Wellesley  | Bombarder                             |
| 38è Esquadró                        | Royal Air Force | Wellington | Torpediner                            |
| 221è Esquadró (det.)                | Royal Air Force | Wellington | Radar aire-superfície-navegació (ASV) |

## Orde de batalla de l'Eix
| Nom                | Bandera | Tipus                        | Notes        |
| ------------------ | ------- | ---------------------------- | ------------ |
| Littorio #         | Itàlia  | cuirassat classe Littorio    | 9a Divisió   |
| Vittorio Veneto    | Itàlia  | cuirassat classe Littorio    | 9a Divisió   |
| Gorizia            | Itàlia  | creuer classe Zara           | 3a Divisió   |
| Trento†            | Itàlia  | creuer classe Trento         | 3a Divisió   |
| Duca d'Aosta       | Itàlia  | creuer classe Condottieri    | 8a Divisió   |
| Giuseppe Garibaldi | Itàlia  | creuer classe Condottieri    | 8a Divisió   |
| Folgore            | Itàlia  | destructor classe Folgore    | 7a Flotilla  |
| Freccia            | Itàlia  | destructor classe Freccia    | 7a Flotilla  |
| Saetta             | Itàlia  | destructor classe Freccia    | 7a Flotilla  |
| Antonio Pigafetta  | Itàlia  | destructor classe Navigatori | 13a Flotilla |
| Alpino             | Itàlia  | destructor classe Soldati    | 13a Flotilla |
| Corazziere         | Itàlia  | destructor classe Soldati    |              |
| Aviere             | Itàlia  | destructor classe Soldati    | 11a Flotilla |
| Bersagliere        | Itàlia  | destructor classe Soldati    | 13a Flotilla |
| Camicia Nera       | Itàlia  | destructor classe Soldati    | 11a Flotilla |
| Geniere            | Itàlia  | destructor classe Soldati    | 11a Flotilla |
| Legionario         | Itàlia  | destructor classe Soldati    | 7a Flotilla  |
| Mitragliere        | Itàlia  | destructor classe Soldati    | 13a Flotilla |

### S-boats i U-boats
| Nom   | Bandera      | Classe     | Notes                                           |
| ----- | ------------ | ---------- | ----------------------------------------------- |
| S 54  | Kriegsmarine | S-boot     | From Derna                                      |
| S 55  | Kriegsmarine | S-boot     | Des de Derna, enfonsà el HMS Hasty 14 de juny   |
| S 56  | Kriegsmarine | S-boot     | Des de Derna, danyà el HMS Newcastle 14 de juny |
| S 58  | Kriegsmarine | S-boot     | Des de Derna                                    |
| S 59  | Kriegsmarine | S-boot     | Des de Derna                                    |
| S 60  | Kriegsmarine | S-boot     | Des de Derna                                    |
| U-205 | Kriegsmarine | Tipus VIIC | Enfonsà el HMS Hermione                         |

### Luftwaffe
| Nom                   | Bandera   | Classe        | Notes                                                       |
| --------------------- | --------- | ------------- | ----------------------------------------------------------- |
| I./Kampfgeschwader 54 | Luftwaffe | Junkers Ju 88 | Des de Creta, danyà el City of Calcutta 12 de juny          |
| Lehrgeschwader 1      | Luftwaffe | Junkers Ju 88 | Des de Creta, enfonsà el Bhutan, danyà el Potaro 14 de juny |